# Sir Daniel
Sir Daniel (italianizzato in Daniello) è un personaggio delle leggende arturiane e un Cavaliere della Tavola Rotonda. Appare nella Tavola Ritonda, un manoscritto in italiano del XV secolo, dove è detto essere il fratello di Sir Dinadan e Sir Breunor il Giovane. Viene ucciso da Lancillotto, dopo aver scoperto quest'ultimo e Ginevra in una situazione compromettente, evento che crea una lunga inimicizia tra Lancillotto e Breunor.
Il personaggio non va confuso con l'omonimo protagonista del poema tedesco Daniel von dem blühenden Tal.